# Anisopus mannii
Anisopus mannii är en oleanderväxtart som beskrevs av Nicholas Edward Brown. Anisopus mannii ingår i släktet Anisopus och familjen oleanderväxter. Inga underarter finns listade i Catalogue of Life.